# Lista de governadores de Nevada
Em política, governador de Nevada é o título dado ao chefe do poder executivo do estado norte-americano de Nevada. esta é uma lista de governadores de Nevada:
| Número | Governador           | Data da posse          | Data da saída          | Partido     | Notas |
| ------ | -------------------- | ---------------------- | ---------------------- | ----------- | ----- |
| 1      | Henry G. Blasdel     | 5 de dezembro de 1864  | 2 de janeiro de 1871   | Republicano |       |
| 2      | Lewis R. Bradley     | 2 de janeiro de 1871   | 6 de janeiro de 1879   | Democrata   |       |
| 3      | John Henry Kinkead   | 6 de janeiro de 1879   | 1º de janeiro de 1883  | Republicano |       |
| 4      | Jewett W. Adams      | 1º de janeiro de 1883  | 3 de janeiro de 1887   | Democrata   |       |
| 5      | Charles C. Stevenson | 3 de janeiro de 1887   | 21 de setembro de 1890 | Republicano |       |
| 6      | Frank Bell           | 21 de setembro de 1890 | 5 de janeiro de 1891   | Republicano |       |
| 7      | Roswell K. Colcord   | 5 de janeiro de 1891   | 7 de janeiro de 1895   | Republicano |       |
| 8      | John E. Jones        | 7 de janeiro de 1895   | 10 de abril de 1896    | Silver      |       |
| 9      | Reinhold Sadler      | 10 de abril de 1896    | 5 de janeiro de 1903   | Silver      |       |
| 10     | John Sparks          | 5 de janeiro de 1903   | 22 de maio de 1908     | Silver      |       |
| 11     | Denver S. Dickerson  | 22 de maio de 1908     | 2 de janeiro de 1911   | Silver      |       |
| 12     | Tasker L. Oddie      | 2 de janeiro de 1911   | 4 de janeiro de 1915   | Republicano |       |
| 13     | Emmet D. Boyle       | 4 de janeiro de 1915   | 1º de janeiro de 1923  | Democrata   |       |
| 14     | James G. Scrugham    | 1º de janeiro de 1923  | 3 de janeiro de 1927   | Democrata   |       |
| 15     | Fred B. Balzar       | 3 de janeiro de 1927   | 21 de março de 1934    | Republicano |       |
| 16     | Morley Griswold      | 21 de março de 1934    | 7 de janeiro de 1935   | Republicano |       |
| 17     | Richard Kirman, Sr.  | 7 de janeiro de 1935   | 2 de janeiro de 1939   | Democrata   |       |
| 18     | Edward P. Carville   | 2 de janeiro de 1939   | 24 de julho de 1945    | Democrata   |       |
| 19     | Vail M. Pittman      | 24 de julho de 1945    | 1º de janeiro de 1951  | Democrata   |       |
| 20     | Charles H. Russell   | 1º de janeiro de 1951  | 5 de janeiro de 1959   | Republicano |       |
| 21     | Grant Sawyer         | 5 de janeiro de 1959   | 2 de janeiro de 1967   | Democrata   |       |
| 22     | Paul Laxalt          | 2 de janeiro de 1967   | 4 de janeiro de 1971   | Republicano |       |
| 23     | Mike O'Callaghan     | 4 de janeiro de 1971   | 1º de janeiro de 1979  | Democrata   |       |
| 24     | Robert List          | 1º de janeiro de 1979  | 3 de janeiro de 1983   | Republicano |       |
| 25     | Richard Bryan        | 3 de janeiro de 1983   | 3 de janeiro de 1989   | Democrata   |       |
| 26     | Bob Miller           | 3 de janeiro de 1989   | 4 de janeiro de 1999   | Democrata   |       |
| 27     | Kenny Guinn          | 4 de janeiro de 1999   | 1º de janeiro de 2007  | Republicano |       |
| 28     | Jim Gibbons          | 1º de janeiro de 2007  | 3 de janeiro de 2011   | Republicano |       |
| 29     | Brian Sandoval       | 3 de janeiro de 2011   | 7 de janeiro de 2019   | Republicano |       |
| 30     | Steve Sisolak        | 7 de janeiro de 2019   | 2 de janeiro de 2023   | Democrata   |       |
| 31     | Joe Lombardo         | 2 de janeiro de 2023   | presente               | Republicano |       |